# Riofreddo
Riofreddo település Olaszországban, Lazio régióban, Róma megyében. Lakosainak száma 737 fő (2023. január 1.). Riofreddo Cineto Romano, Oricola, Roviano, Vallinfreda, Vivaro Romano és Arsoli községekkel határos.

## Népesség
A település lakossága az elmúlt években az alábbi módon változott:
| Lakosok száma | 762  | 749  | 737  |
|               | 2017 | 2018 | 2023 |